# Mozilla Firefox 3.5
Mozilla Firefox 3.5 é uma versão do Mozilla Firefox lançado em junho de 2009, adicionando uma variedade de novas funcionalidades ao Firefox. A versão 3.5 foi apresentada como sendo duas vezes mais rápido que a versão 3.0 (devido ao seu motor TraceMonkey JavaScript e nas melhorias de renderização). Ele inclui o recurso de navegação privada e usa o motor Gecko 1.9.1. Ele recebeu o codinome Shiretoko durante o desenvolvimento, e foi inicialmente numerado como Firefox 3.1 antes de desenvolvedores da Mozilla decidiu mudar a versão para 3.5, para refletir a inclusão de um maior alcance significativamente das alterações que foram originalmente planejadas.
As estimativas atuais do Firefox 3.5, na quota de mercado global, que em Fevereiro de 2010 estavam em torno de 15-20%  e subiu rapidamente em julho de 2009, os usuários migraram do Firefox 3.0, embora desde o final de janeiro de 2010, começou a declinar como usuários a migrar para o Firefox 3.6 . Além disso, entre meados de Dezembro de 2009 e fevereiro de 2010, o Firefox 3.5 foi o navegador mais popular (ao contar as versões do navegador individual) de acordo com a StatCounter, e, como em Fevereiro de 2010 ficou no top 3 das versões do navegador de acordo com a Net Applications.
Em janeiro de 2010, foi divulgado uma vulnerabilidade no do navegador Internet Explorer da Microsoft, em que governos franceses, australianos e alemão tinha publicamente emitidos alertas para usuários do Internet Explorer para utilizar navegadores alternativos, pelo menos até que uma correção para a falha de segurança fosse lançada.O primeiro navegador que foi recomendado foi o Mozilla Firefox, seguido pelo Google Chrome.

## Recursos
O Firefox 3.5 utiliza o motor Gecko 1.9.1, que acrescenta recursos que não foram incluídos na versão 3.0. Estas incluem o apoio à elementos definidos de <video> e <audio> no HTML 5, incluindo suporte nativo para o codificador Ogg Theora vídeo e o codificador Vorbis áudio. O objetivo era oferecer vídeo e áudio sem serem sobrecarregados com questões de patentes associadas mais com o plugin e tecnologias de codec. Outros recursos novos no Firefox 3.5 incluia o modo de navegação privada, o suporte nativo para JSON e segmentos de trabalho na web, e muitas outras tecnologias web. Suporte Multi-touch também foi adicionado para estar presente na versão final, incluindo o suporte a gestos como zoom e deslizando para trás e para frente. O Firefox 3.5 também apresenta um logotipo atualizado se comparado as versões anteriores.
Uma pequena alteração para a versão 3.5 foi no motor de busca padrão na build do idioma russo, que usa o motor de busca Yandex ao invés do Google, após uma pesquisa de usuários do Firefox russo indicou que Yandex era o preferido.

## Desenvolvimento
Mesmo antes do lançamento do Firefox 3.0 em 17 de junho de 2008, o Firefox 3.1 já estava em desenvolvimento sob o codinome "Shiretoko". Foi planejado para incluir recursos como nova interface, previews das guias, marca de conclusão automática, suporte a HTML 5 e sombras de texto CSS.

## Histórico de versões
O primeiro Alpha foi lançado em 28 de julho de 2008. O motor Gecko foi atualizado para incluir recursos CSS3 e inclui o texto HTML Canvas API. The Alpha release showed an 18% improvement in the Acid3 test over Firefox 3.0, scoring 84/100.
A versão 3.1 Alpha 2 foi lançada em 5 de setembro de 2008, implementando suporte ao elemento HTML 5 video e suporte preliminar para trabalhos da web, aumentando a velocidade de determinados cálculos JavaScript.
Em 14 de outubro de 2008, o primeiro beta do Firefox 3.1 foi lançado. No beta 4 o número da versão do Firefox foi renomeada para 3.5. Em 8 de junho de 2009, a Mozilla lançou o Firefox 3.5 Preview (nomeada 3.5b99) a fim de ser submetida a testes adicionais antes de se tornar um candidato a lançamento.
| Histórico de lançamentos | Histórico de lançamentos | Histórico de lançamentos | Histórico de lançamentos | Histórico de lançamentos | Histórico de lançamentos | Histórico de lançamentos |
| Nome                     | Versão Gecko             | Versão                   | Sob suporte              | Codinome                 | Data de lançamento       | Principais mudanças |
| ------------------------ | ------------------------ | ------------------------ | ------------------------ | ------------------------ | ------------------------ | --- |
| Mozilla Firefox 3.5      | 1.9.1                    | 3.5                      | Não                      | Shiretoko                | 30 de Junho de 2009      | Suporte aos novos elementos <video> e <audio> do HTML5, incluindo suporte nativo a vídeo codificado em Ogg Theora e áudio codificado em Ogg Vorbis. Ferramentas de controle de privacidade melhoradas, incluindo um Modo de Navegação Privativa. Desempenho de aplicações web melhorado usando o novíssimo motor de Javascript TraceMonkey. Habilidade de compartilhar a sua localização com sites usando a Navegação ciente de localização. Suporte para JSON nativo e web worker threads. Melhorias no motor de renderização Gecko, incluindo análise especulativa para renderização mais rápida do conteúdo. Suporte para novas tecnologias da web como: fontes online, requisições de mídia CSS, novas transformações e propriedades, seletores de pedidos JavaScript, armazenagem offline HTML5, texto <canvas>, perfis ICC e transformações SVG. |
| Mozilla Firefox 3.5      | 1.9.1                    | 3.5.1                    | Não                      |                          | 16 de Julho de 2009      | Correções de segurança e estabilidade. |
| Mozilla Firefox 3.5      | 1.9.1                    | 3.5.2                    | Não                      |                          | 3 de Agosto de 2009      | Correções de segurança e Imagens com perfis ICC agora são processados corretamente em todos os monitores. |
| Mozilla Firefox 3.5      | 1.9.1                    | 3.5.3                    | Não                      |                          | 9 de Setembro de 2009    | Correções de segurança e estabilidade. |
| Mozilla Firefox 3.5      | 1.9.1                    | 3.5.4                    | Não                      |                          | 27 de Outubro de 2009    | Correções de segurança; estabilidade; Adicionado a capacidade de re-apresentar relatórios de falhas; Depois de usar o recurso Limpar histórico recente alguns sites SSL não carrega todas as imagens e estilos sem pressionar o botão Recarregar. |
| Mozilla Firefox 3.5      | 1.9.1                    | 3.5.5                    | Não                      |                          | 5 de Novembro de 2009    | Correções de estabilidade. |
| Mozilla Firefox 3.5      | 1.9.1                    | 3.5.6                    | Não                      |                          | 15 de Dezembro de 2009   | Correções de segurança e estabilidade. |
| Mozilla Firefox 3.5      | 1.9.1                    | 3.5.7                    | Não                      |                          | 5 de Janeiro de 2010     | Correção de estabilidade; Corrigido um problema de como as atualizações eram apresentadas aos usuários. |
| Mozilla Firefox 3.5      | 1.9.1                    | 3.5.8                    | Não                      |                          | 17 de Fevereiro de 2010  | Correções de segurança e estabilidade. |
| Mozilla Firefox 3.5      | 1.9.1                    | 3.5.9                    | Não                      |                          | 30 de Março de 2010      | Correções de segurança e estabilidade. |
| Mozilla Firefox 3.5      | 1.9.1                    | 3.5.10                   | Não                      |                          | 22 de Junho de 2010      | Correções de segurança e estabilidade. |
| Mozilla Firefox 3.5      | 1.9.1                    | 3.5.11                   | Não                      |                          | 20 de Julho de 2010      | Correções de segurança e estabilidade. |
| Mozilla Firefox 3.5      | 1.9.1                    | 3.5.12                   | Não                      |                          | 7 de Setembro de 2010    | Correções de segurança e estabilidade. |
| Mozilla Firefox 3.5      | 1.9.1                    | 3.5.13                   | Não                      |                          | 15 de Setembro de 2010   | Correções de segurança e estabilidade. |
| Mozilla Firefox 3.5      | 1.9.1                    | 3.5.14                   | Não                      |                          | 19 de Outubro de 2010    | Correções de segurança e estabilidade. |
| Mozilla Firefox 3.5      | 1.9.1                    | 3.5.15                   | Não                      |                          | 27 de Outubro de 2010    | Firefox 3.5.15 corrige um problema crítico de segurança que poderiam permitir a execução remota de códigos. |
| Mozilla Firefox 3.5      | 1.9.1                    | 3.5.16                   | Não                      |                          | 9 de Dezembro de 2010    | Correções de segurança e estabilidade. |
| Mozilla Firefox 3.5      | 1.9.1                    | 3.5.17                   | Não                      |                          | 1 de Março de 2011       | Correções de segurança e estabilidade. |
| Mozilla Firefox 3.5      | 1.9.1                    | 3.5.18                   | Não                      |                          | 22 de Março de 2011      | Esta atualização adiciona a blacklists alguns certificados inválidos HTTPS. |
| Mozilla Firefox 3.5      | 1.9.1                    | 3.5.19                   | Não                      |                          | 28 de abril de 2011      | Correções de segurança e estabilidade. |

## Encerramento de suporte
O Firefox 3.5 entrou em suporte estendido em janeiro de 2010 quando houve o lançamento do Firefox 3.6, onde a Mozilla liberou atualizações com correções de segurança e estabilidade.
O mesmo foi descontinuado junto com o Firefox 4.0.1 em 28 de abril de 2011  e o seus usuários foram migrados automaticamente para o Firefox 3.6 se utilizassem o recurso de atualização automática.